# Upplands runinskrifter 294
Upplands runinskrifter 294 är en runsten i Smedby, Hammarby socken och Upplands Väsby kommun i Vallentuna härad, Uppland. 
Den står på sin ursprungliga plats utmed vägen mellan Smedby och Vilunda och man finner den om man följer fornslingan som utgår från Gunnes gård, en rekonstruktion av en vikingatida boplats. 
Utmed den gamla vägen som på vikingatiden var en förbindelse mellan hemgården i Smedby och granngården vid den heliga lunden i Vilunda, står även U 293 och U Fv1972;172. De tre stenarna som utmed fornstigen är placerade på rad kallas "Vilundastenarna" och de är resta av samma familj. Området är rikt på fornlämningar och det finns bland annat flera gravfält från yngre järnåldern.

## Inskriften
Runskrift (yngre futhark):
ᚴᚢᚦᚱᛚᛅᚢᚴ · ᛚᛁᛏ · ᛋᛏᛅᛁᚾ ᚼᚴᚢᛅ ᛁᚠᛏᛁᛦ · ᚠᚭᚱᚴᚢᚾ ᛒᚭᚾᛏᛅ · ᛋᛁᚾ ᛅᚢᚴ ᚴᛁᛏᛂᛚᚠᛦ
Translitterering av runraden:
kuþrlauk · lit · stain hkua iftiʀ · forkun bonta · sin auk kitelfʀ
Normalisering till runsvenska:
Guðlaug let stæin haggva æftiʀ Forkunn, bonda sinn, ok Kætilælfʀ(?).
Översättning till nusvenska:
Gudlög lät hugga stenen efter Forkunn, sin make och Kättilälv (lät också hugga)

## Anmärkning
1. ↑  Om inte runtecknen nedan syns behövs ett unicode-typsnitt i din webbläsare eller operativsystem som stödjer unicode-runor (unicode 3.0).